# Ranunculus bovioi
Ranunculus bovioi är en ranunkelväxtart som beskrevs av Dunkel. Ranunculus bovioi ingår i släktet ranunkler, och familjen ranunkelväxter. Inga underarter finns listade i Catalogue of Life.